# Open di Zurigo 1984
L'Open di Zurigo 1984 è stato un torneo femminile di tennis giocato sul sintetico indoor. È stata la 1ª edizione del torneo, che fa parte del Virginia Slims World Championship Series 1984. Si è giocato nell'Hallenstadion di Zurigo in Svizzera, dal 29 ottobre al 4 novembre 1984.

## Campionesse

### Singolare
Zina Garrison ha battuto in finale  Claudia Kohde Kilsch con il punteggio di 6–1, 0–6, 6–2

### Doppio
Andrea Leand /  Andrea Temesvári hanno battuto in finale  Claudia Kohde Kilsch /  Hana Mandlíková con il punteggio di 6–1, 6–3